# 高橋天山
高橋 天山（たかはし てんざん、1953年〈昭和28年〉9月9日 - ）は、日本画家。日本美術院同人、評議員、あとりえ天山主宰。
東京都出身。1979年に東京造形大学を卒業。油彩画より日本画に転向し、院展常任理事・今野忠一に師事する。1999年には日本美術院同人に推挙される。2008年に雅号を高橋天山とする。（旧雅号は高橋秀年）

## 人物
院展を主な舞台として個展を各地で重ねて来た日本画家である。花鳥風月にはじまり、国内外の取材を幅広く重ねながら記録的な投票数で同人（審査員）に推挙された。画壇デビューも早く、30代で老舗銀座村越画廊で個展を開催している。間口の広いモチーフの展開は異彩であり、同人推挙後”みちのく絵巻”にはじまる日の本絵巻シリーズを打ち出されたが、近年は源氏物語をかりて、雅の世界を継続的に表現し、平成の源氏絵にも取り組んでいる。本居宣長の主張した”もののあはれ”に共鳴し、古事記伝の研究によって神話世界へとその創作範囲を広げながら、日本画独自のあり方を常に模索し、問い続ける姿勢を見せている。在野でありながら日本画らしい作風である。

## 略歴
- 1953年 - 東京に生まれる。
- 1979年 - 東京造形大学卒業後、油彩画より日本画に転向。院展常任理事・今野忠一に師事。
- 1980年 - 第35回春の院展に初入選。第65回院展初入選。
- 1983年 - 山種美術館賞展出品
- 1984年 - 初個展（西武百貨店本店）

　　　　　　　　 東京セントラル美術館日本画大賞展出品
- 1985年 - ”スペインの情景”二人展（西武百貨店本店）
- 1988年 - 個展（銀座村越画廊）
- 1989年 - 機関誌”いづのめ”表紙絵を担当（現在まで）
- 1991年 - 両洋の眼・現代の絵画展招待出品。

　　　　　　　 　第46回春の院展外務省買上げ。

　　　　　　　 　個展（銀座村越画廊）

　　　　　　　 　台北国立故宮博物院に宋元画を学ぶ。

- 1992年 - 第47回春の院展奨励賞受賞('95)

　　　　　　　　 第77回院展奨励賞受賞('94)

- 1993年 - 第48回春の院展春季展賞受賞「謙灯」('94)

　　　　　　　 　第78回院展日本美術院賞・大観賞受賞「ザンスカール」

　　　　　　　 　文化庁選抜展出品

　　　　　　　 　美しき東日本展（JR東日本主催）出品

- 1994年 - 郵政省記念切手原画「山寺の秋」制作
- 1995年 - 第80回院展日本美術院賞・大観賞受賞「IN THE LIGHT」
- 1996年 - 個展（上野松坂屋）

　　　　　　　　 個展（銀座村越画廊）
- 1997年 - 個展（九段夏目美術店）
- 1998年 - 駐英国公使館に「京の朝」制作
- 1999年 - 第84回院展天心記念茨城賞受賞「清夜」

　　　　　　　　 日本美術院同人に推挙される

- 2000年 - 芝増上寺天井画制作

　　　　　　　　 奈良県立万葉文化館に「山のしずく」制作

- 2002年 - 東日本の美展（JR東日本主催）招待出品

　　　　　　　　 第57回春の院展外務省買上げ

　　　　　　　　 東京愛宕山グリーンヒルズ曹洞宗萬年山青松寺観音聖堂に天井画「飛天の抄」制作（2003年完成）
- 2003年 - 個展（日本橋三越本店、大丸心斎橋店）
- 2004年 - 赤坂総理大臣官邸に「清明初虹」（第58回院展出品作）出陳
- 2005年 - 個展（新潟大和百貨店、金沢香林坊大和百貨店）
- 2006年 - 個展（広島そごう百貨店、藤沢さいか屋百貨店）
- 2007年 - パリ院展（エトワール三越）に源氏物語抄・夕顔を出品

　　　　　　　　 個展（名古屋松坂屋、池袋西武、小松大和、富山大和、船橋西武、大宮そごう）
- 2008年 - 改雅号記念展（日本橋三越本店、大丸心斎橋、大丸神戸、沼津西武）
- 2009年 - 改雅号記念展（横浜そごう、仙台三越、名古屋三越、松山三越）

　　　　　　　　 あとりえ天山設立
また、2008年から2010年にかけて遠き道全国巡回展に出品している。（明石市文化博物館、道立帯広美術館、道立函館美術館、岐阜県美術館、高崎タワー美術館、上野の森美術館、浜松市立秋野不矩美術館、道立釧路市美術館、天童市美術館、石川県立美術館、他）